# Bactrocera biguttula
Bactrocera biguttula
 es una especie de díptero que Mario Bezzi describió por primera vez en 1922. Bactrocera biguttula pertenece al género Bactrocera de la familia Tephritidae.